# Listă de filme românești despre Al Doilea Război Mondial
Aceasta este o listă de filme artistice românești despre cel de-al Doilea Război Mondial: 

## Lista
| 1942 • 1944 • 1952 • 1953 • 1957 • 1959 • 1960 • 1964 • 1965 • 1969 • 1970 • 1975 • 1980 • 1981 • 1985 • 1987 • 2009 • 2002 • 2010 |                                         |                                                      | | |                                                                                    |
| Anul | Titlul                                  | Regizor                                              | Actori în rolurile principale | Context | Note                                                                               |
| 1942 | Odessa în flăcări (Odessa in fiamme)    | Carmine Gallone                                      | Maria Cebotari, Mircea Axente, George Timică, Silvia Dumitrescu-Timică, Carlo Ninchi, Filippo Scelzo, Olga Solbelli, Rubi D'Alma și Bella Starace Sainati                                        | | coproducție româno-italiană                                                        |
| 1944 | Escadrila albă (Squadriglia bianca)     | Ion Sava                                             | Claudio Gora, Lucia Sturdza-Bulandra, Tino Bianchi, Mariella Lotti | | film pierdut, coproducție româno-italiană                                          |
| 1952 | Mitrea Cocor                            | Victor Iliu, Marieta Sadova                          | Septimiu Sever, Toma Dimitriu, Constantin Ramadan, Cornel Rusu | | după roman de Mihail Sadoveanu                                                     |
| 1952 | Secretul cifrului                       | Lucian Bratu                                         | Olga Tudorache, Mihai Mereuță | | după La miezul nopții va cădea o stea de Theodor Constantin                        |
| 1953 | Nepoții gornistului                     | Dinu Negreanu                                        | Andrei Codarcea, Corina Constantinescu | Despre Cristea, fiul lui Pintea, din timpul celui de-Al Doilea Război Mondial                                                                                                  | Bazat pe piesa de teatru omonimă de Cezar Petrescu                                 |
| 1957 | Vultur 101                              | Andrei Călărașu                                      | Marga Barbu, Constantin Sincu, Ștefan Moisescu | | Ecranizare a piesei de teatru Zbor de noapte de Nicolae Tăutu                      |
| 1959 | Valurile Dunării                        | Liviu Ciulei                                         | Liviu Ciulei, Irina Petrescu, Lazăr Vrabie, Lucian Pintilie | |                                                                                    |
| 1960 | Furtuna                                 | Andrei Blaier, Sinișa Ivetici                        | Mitzura Arghezi, Ion Besoiu, Jules Cazaban | un orășel din Ardeal, imediat după 23 august 1944 |                                                                                    |
| 1960 | Soldați fără uniformă                   | Francisc Munteanu                                    | Liviu Ciulei, Colea Răutu | |                                                                                    |
| 1964 | La patru pași de infinit                | Francisc Munteanu                                    | Irina Gărdescu, Silviu Stănculescu | o acțiune de sabotaj împotriva trupelor germane | scenariu scris de Francisc Munteanu                                                |
| 1965 | Duminică la ora 6                       | Lucian Pintilie                                      | Irina Petrescu, Dan Nuțu, Graziela Albini, Eugenia Popovici, Constantin Cojocaru | 1940 în România |                                                                                    |
| 1965 | Serata                                  | Malvina Urșianu                                      | George Motoi, György Kovács, Cornel Coman, Alexandru Drăgan, Mihai Pălădescu, Ion Roxin, Silvia Ghelan, Silvia Popovici                                                                          | Lovitura de stat de la 23 august 1944 |                                                                                    |
| 1965 | Marea sfidare                           | Manole Marcus                                        | Florin Zamfirescu, Maia Morgenstern, Victoria Cociaș | despre tezaurul polonez |                                                                                    |
| 1966 | Tunelul                                 | Francisc Munteanu                                    | Margareta Pîslaru, Ștefan Bănică, Ion Dichiseanu | |                                                                                    |
| 1969 | Prea mic pentru un război atât de mare  | Radu Gabrea                                          | Mircea Albulescu, Jean Constantin, Gheorghe Cozorici | | inspirat din nuvela lui Aurel Petri                                                |
| 1970 | Asediul                                 | Mircea Mureșan                                       | Ilarion Ciobanu, Sandu Sticlaru, Sebastian Papaiani | 1945 în Constanța |                                                                                    |
| 1970 | Castelul condamnaților                  | Mihai Iacob                                          | Victor Rebengiuc, Peter Paulhoffer, Emmerich Schäffer | anihilarea unui unități militare germane refugiate într-un castel în ziua de 9 mai 1945                                                                                        | după o idee de Petru Vintilă                                                       |
| 1972 | Atunci i-am condamnat pe toți la moarte | Sergiu Nicolaescu                                    | Amza Pellea, Cristian Șofron, Ion Besoiu, Gheorghe Dinică | încercarea conducătorilor unei comunități rurale ardelene de a-l convinge pe „nebunul satului” să-și asume vina uciderii unui ofițer german în preajma zilei de 23 august 1944 | scenariu scris de Titus Popovici                                                   |
| 1972 | Sfînta Tereza și diavolii               | Francisc Munteanu                                    | Ion Dichiseanu, Peter Paulhoffer, Réka Nagy | aruncarea în aer a unui pod din nordul Ardealului în septembrie 1944 | scenariu scris de Francisc Munteanu                                                |
| 1974 | Un comisar acuză                        | Sergiu Nicolaescu                                    | Sergiu Nicolaescu, Gheorghe Dinică, Jean Constantin, Amza Pellea, Ion Besoiu, Emmerich Schäffer                                                                                                  | noiembrie 1940 (masacrul de la Jilava, asasinarea profesorilor Nicolae Iorga și Virgil Madgearu), în perioada Statului Național-Legionar                                       |                                                                                    |
| 1974 | Porțile albastre ale orașului           | Mircea Mureșan                                       | Romeo Pop, Costel Constantin, Dan Nuțu, Dumitru Furdui, Ion Caramitru, Emilia Dobrin, Amza Pellea, Nicolae Dinică, Aurel Cioranu, Matei Alexandru                                                | apărarea Bucureștiului de atacurile avioanelor germane după 23 august 1944 | scenariu scris de Marin Preda                                                      |
| 1974 | Stejar – extremă urgență                | Dinu Cocea                                           | Constantin Diplan, Irina Petrescu, Ion Caramitru | încercarea de obținere a planului secret „Margareta II” în perioada iunie-august 1944                                                                                          | scenariu scris de Horia Lovinescu și Mihai Opriș                                   |
| 1974 | Un august în flăcări                    | Dan Pița, Alexandru Tatos, Radu Gabrea, Doru Năstase | Florin Piersic, Liviu Ciulei, Sergiu Nicolaescu, Amza Pellea, Toma Caragiu | Acțiune cu tentă politică și polițistă are loc în contextul evenimentelor din august 1944.                                                                                     | Film serial de televiziune, 13 episoade. Scenariu de Eugen Barbu și Nicolae Mihail |
| 1975 | Pe aici nu se trece                     | Doru Năstase                                         | Vlad Rădescu, Anna Széles, Vladimir Găitan, Mihai Mereuță, Silviu Stănculescu, Ovidiu Moldovan, Ilarion Ciobanu                                                                                  | momentul din 23 august 1944 și Lupta de la Păuliș |                                                                                    |
| 1975 | Evadarea                                | Ștefan Traian Roman                                  | Gheorghe Dinică, Jean Constantin, Emmerich Schäffer | efectuarea unei misiuni de cercetare militară în Munții Tatra în ultimele luni ale războiului                                                                                  | scenariu scris de Francisc Munteanu                                                |
| 1978 | Revanșa                                 | Sergiu Nicolaescu                                    | Gheorghe Dinică, Sergiu Nicolaescu, Jean Constantin, Amza Pellea, Ion Besoiu, Mircea Albulescu                                                                                                   | Rebeliunea legionară din ianuarie 1941 | continuarea filmului Un comisar acuză                                              |
| 1979 | Duios Anastasia trecea                  | Alexandru Tatos                                      | Anda Onesa, Amza Pellea | Vara 1944, lupta partizanilor romani și iugoslavi împotriva armatelor hitleriste                                                                                               | nuvelă omonimă din 1967 de Dumitru Radu Popescu                                    |
| 1980 | Am fost șaisprezece                     | George Cornea                                        | Sebastian Papaiani, Ion Caramitru, Elisabeta Adam | aportul unor trupe românești la eliberarea Budapestei de sub ocupația fascistă                                                                                                 | scenariu scris de Aurel Mihale                                                     |
| 1981 | Detașamentul „Concordia”                | Francisc Munteanu                                    | Ovidiu Iuliu Moldovan, Cornel Coman, Gheorghe Cozorici, Elena Albu | aruncarea în aer a unei rafinării din Ploiești, care alimenta cu combustibil Armata Germană                                                                                    | scenariu scris de Francisc Munteanu                                                |
| 1981 | Punga cu libelule                       | Manole Marcus                                        | Marcel Iureș, Enikő Szilágyi, Ion Caramitru | aruncarea în aer a unui depozit de muniții dintr-un port dunărean românesc și a unui convoi de nave care transporta armament pentru trupele germane în 1943                    | scenariu scris de Fănuș Neagu și Vintilă Ornaru                                    |
| 1981 | Convoiul                                | Mircea Moldovan                                      | Ion Besoiu, Ernest Maftei | |                                                                                    |
| 1983 | Pe malul stîng al Dunării albastre      | Malvina Urșianu                                      | Gina Patrichi, Gheorghe Dinică, George Constantin, Stela Popescu | căutarea unei liste cu spioni naziști înainte de 23 august 1944 |                                                                                    |
| 1984 | Ringul                                  | Sergiu Nicolaescu                                    | Marin Moraru, Sergiu Nicolaescu | drama unui deportat român într-un lagăr nazist care a fost transformat în „sac de antrenament” viu al unui ofițer german                                                       |                                                                                    |
| 1985 | Ziua Z                                  | Sergiu Nicolaescu                                    | Gheorghe Cozorici, Mircea Albulescu, Silviu Stănculescu, Ștefan Iordache | Lovitura de stat de la 23 august 1944 | scenariu Ioan Grigorescu                                                           |
| 1985 | Emisia continuă                         | Dinu Tănase                                          | Dan Condurache, Ion Fiscuteanu | august 1944, lângă Brașov |                                                                                    |
| 1986 | Trenul de aur                           | Bohdan Poręba                                        | Mitică Popescu, Wacław Ulewicz, Ewa Kuklińska, Gheorghe Cozorici, Tomasz Zaliwski, Silviu Stănculescu                                                                                            | evacuarea tezaurului polonez prin România în septembrie 1939 | coproducție româno-poloneză după scenariul lui Ioan Grigorescu                     |
| 1986 | Noi, cei din linia întâi                | Sergiu Nicolaescu                                    | George Alexandru, Anda Onesa, Valentin Uritescu, Ion Besoiu, Ștefan Iordache, Sergiu Nicolaescu, Mircea Albulescu, Silviu Stănculescu, Colea Răutu, Emil Hossu, Vladimir Găitan, Marian Culiniac | octombrie 1944 (prima parte) și decembrie 1944 - ianuarie 1945 (a doua parte) pe fronturile din Transilvania, Ungaria și Cehoslovacia                                          | după o idee de Petru Vintilă                                                       |
| 1987 | Pădurea de fagi                         | Cristina Nichituș                                    | Raluca Penu, Tora Vasilescu, Traian Stănescu | amenajarea unei centrale telefonice în pădurea Tâncăbești, în perspectiva realizării actului de la 23 august 1944                                                              | scenariu scris de Francisc Munteanu                                                |
| 2002 | Amen.                                   | Costa-Gavras                                         | Ulrich Tukur, Mathieu Kassovitz, Ion Caramitru, Marcel Iureș | Legăturile dintre Vatican și Germania nazistă | coproducție Franța, Germania, România                                              |
| 2006 | Tertium non datur                       | Lucian Pintilie                                      | Victor Rebengiuc, Sorin Leoveanu, Tudor Istodor | În stepa ucraineană trupele germane și române se retrag din fața rușilor | Scurtmetraj                                                                        |
| 2008 | Cocoșul decapitat                       | Radu Gabrea                                          | David Zimmerschied, Alicja Bachleda-Curus, Axel Moustache, Ioana Teodora Iacob, Dorel Vișan, Victoria Cociaș, Radu Gabrea                                                                        | Deportarea germanilor din România în Uniunea Sovietică | după romanul omonim al lui Eginald Schlattner                                      |
| 2009 | Călătoria lui Gruber                    | Radu Gabrea                                          | Florin Piersic Jr., Marcel Iureș, Claudiu Bleonț, Răzvan Vasilescu, Alexandru Bindea, Andi Vasluianu, Udo Schenk                                                                                 | Vizita scriitorului italian Curzio Malaparte la Iași, la o zi după pogromul suferit de populația evreiască                                                                     | scenariu Alexandru Baciu, Răzvan Rădulescu                                         |
| 2010 | Eva                                     | Adrian Popovici                                      | Vincent Regan, Amy Hayes, Michael Ironside, Patrick Bergin, Emily Hamilton, Dustin Milligan, Maia Morgenstern, Vlad Rădescu, Claudiu Bleonț.                                                     | Bombardamentele aliate în România | Alt titlu: Povestea unui secol                                                     |